# Греки на Украине

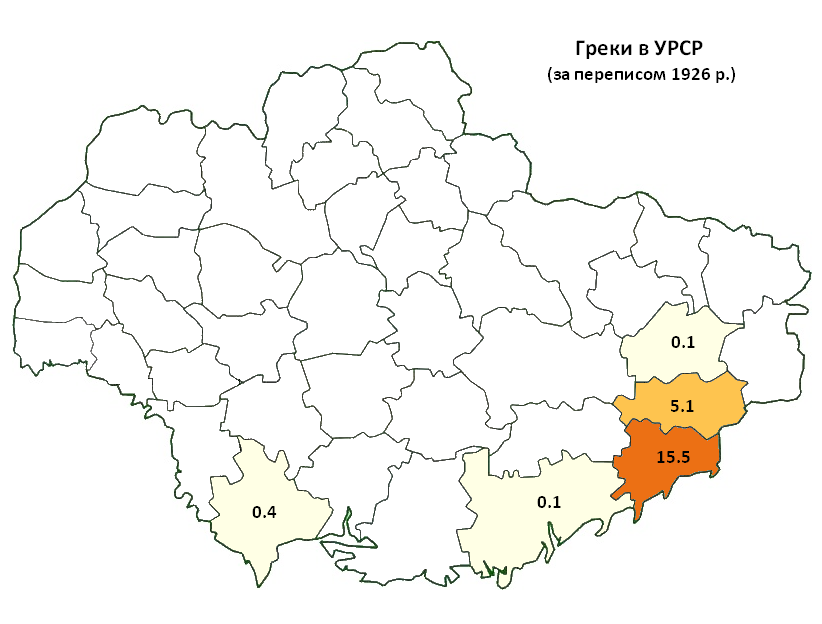
Греки в Украинской ССР (1926)

Греки (греч. Έλληνες της Ουκρανίας, укр. Греки в Україні) — национальное меньшинство на Украине.
По переписи 2001 года на Украине имелось 91 500 греков, большинство  , из них 77,5 в Приазовье, Донецкая область (руме и урумы). Уменьшение по сравнению с предыдущей переписью (160 000 греков) объясняется принудительной ассимиляцией советским правительством. Значительные очаги греков на Украине также сконцентрированы вокруг городов Одесса, Харьков, Житомир, Нежин, Львов.
Древние греки основали колонии на северном берегу Чёрного моря ещё в VI веке до н. э. Эти колонии торговали с различными древними народами вокруг Чёрного моря, в том числе со скифами, меотами, киммерийцами, готами и предшественниками славян. После половцев и монголо-татарского нашествия в северных степях, греки остались только в городах на южных склонах Крымских гор и разделились на две подгруппы: татарский говор урумов и греков-румеев, для которых румейский язык родной.

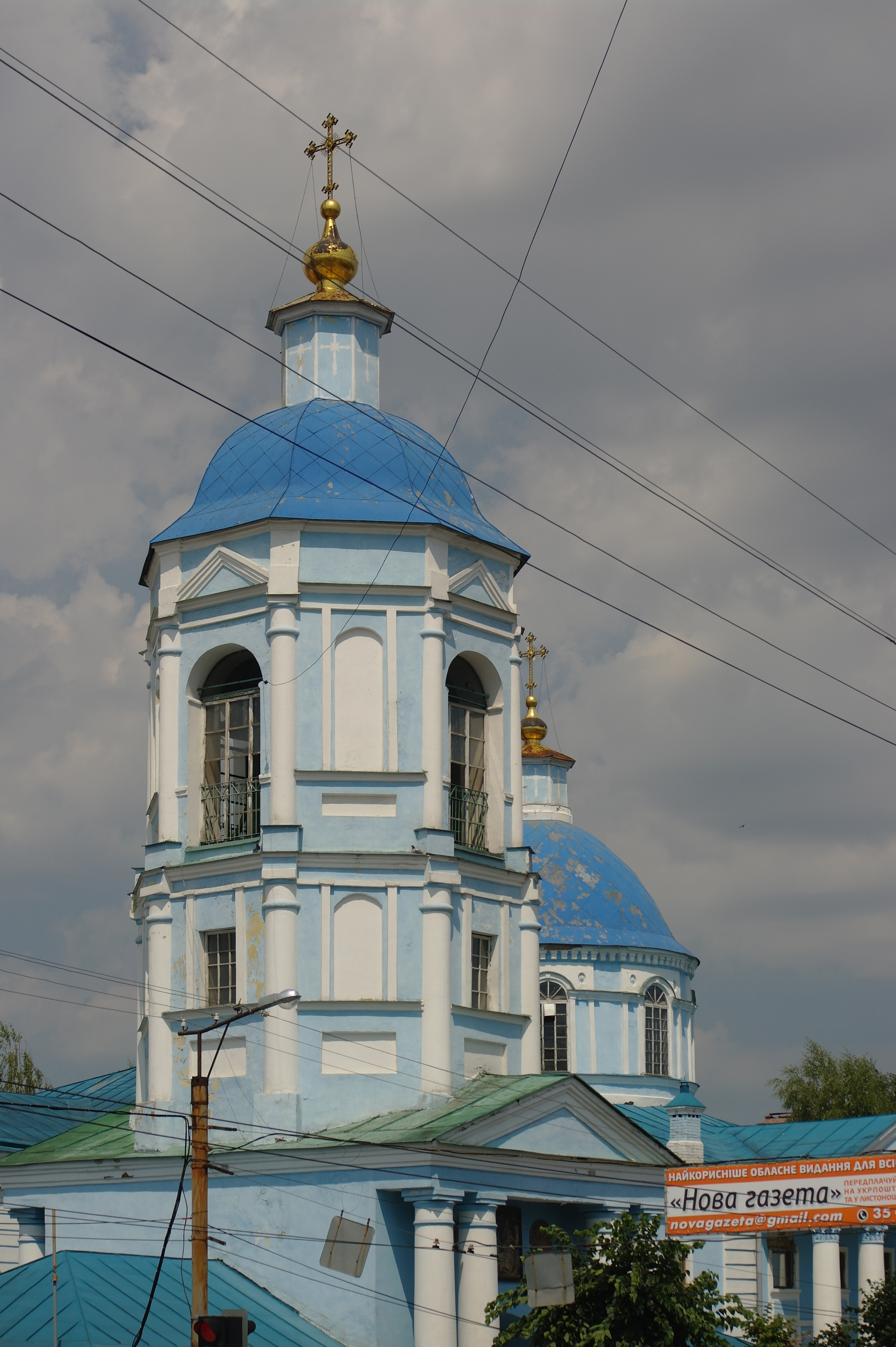
Греческая церковь в Кропивницком

Они жили в Крыму среди крымских татар, пока Российская империя не присоединила полуостров к себе. Тогда Екатерина II решила переселить православное население из Крыма на северные берега Азовского моря, на территорию, охватывающую южную часть Донецкой области. Вместе с греками были поселены украинцы, немцы, русские. Украинцы поселились в основном в деревнях и нескольких городах этой территории, в отличие от греков, которые основали города, давая им прежние крымские названия.
В Крым в свою очередь были переселены из Греции греки-повстанцы, поступившие на службу Российской империи. В Балаклаве создан Балаклавский пехотный батальон.
Большинство крымских греков были депортированы в Сибирь и Казахстан после Второй мировой войны.

## Расселение греков в Донецкой области

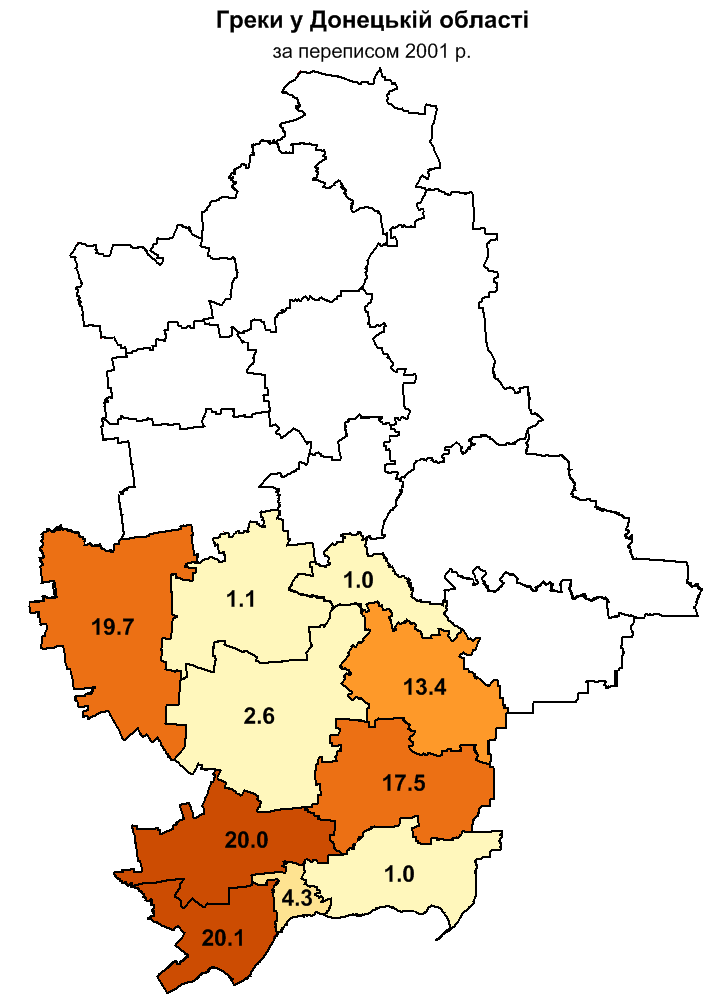
Расселение греков в районах (вместе с городами) Донецкой области по переписи 2001 г.

Ниже представлены районы Донецкой области, расположенные по убыванию численности проживающего в них греческого населения:
| район                      | численность | процент от населения |
| Мариуполь                  | 21 923      | 4,3 %                |
| Донецк                     | 10 180      | 1,0 %                |
| Великоновосёлковский район | 9 730       | 19,7 %               |
| Старобешевский район       | 7 491       | 13,4 %               |
| Никольский район           | 6 223       | 20,0 %               |
| Тельмановский район        | 6 172       | 17,5 %               |
| Мангушский район           | 5 882       | 20,1 %               |
| Волновахский район         | 2 959       | 3,2 %                |
| Макеевка                   | 1 139       | 0,3 %                |
| Марьинский район           | 958         | 1,1 %                |
| Докучаевск                 | 533         | 2,1 %                |
| Новоазовский район         | 389         | 1,0 %                |
| Харцызск                   | 321         | 0,3 %                |
| Славянск                   | 320         | 0,2 %                |
| Селидово                   | 238         | 0,4 %                |
| Авдеевка                   | 206         | 0,6 %                |
| Торез                      | 141         | 0,1 %                |
| Снежное                    | 126         | 0,2 %                |
| Доброполье                 | 116         | 0,2 %                |